# Wolfgang Lempert
Wolfgang Lempert (* 1. April 1930 in Breslau; † 9. Oktober 2018) war ein deutscher Pädagoge.

## Leben
Nach dem Abitur 1950 machte er von 1950 bis 1953 eine Tischlerlehre, der sich von 1954 bis 1958 eine Ausbildung und Tätigkeit als Gewerbelehrer anschloss. Von 1957 bis 1961 studierte er Soziologie, Philosophie und Erziehungswissenschaft an der Universität Göttingen. Nach der Promotion 1961 war er von 1961 bis 1964 wissenschaftlicher Mitarbeiter an der Hochschule für Internationale Pädagogische Forschung. Von 1964 bis 1995 war er Projektleiter am Max-Planck-Institut für Bildungsforschung. Nach der Habilitation 1967 für das Fach Wirtschaftspädagogik lehrte er seit 1972 als apl. Professor für Erziehungswissenschaft an der FU Berlin. Von 1996 bis 2003 war er Dozent für Soziologie und Berufspädagogik an der TU Berlin.
Seine Arbeitsschwerpunkte waren Ausbildung und Sozialisation von Lehrlingen, berufliche und persönliche Entwicklung von Lehrabsolventen, Professionalisierung ihrer Ausbilder und Lehrkräfte, moralische Sozialisation und Erziehung im Beruf, Pierre Bourdieu.

## Schriften (Auswahl)
- Berufliche Sozialisation oder was Berufe aus Menschen machen. Eine Einführung. Baltmannsweiler 2002, ISBN 3-89676-550-7.
- Berufserziehung als moralischer Diskurs? Perspektiven ihrer kommunikativen Rationalisierung durch professionalisierte Berufspädagogen. Baltmannsweiler 2004, ISBN 3-89676-873-5.
- Berufliche Sozialisation. Persönlichkeitsentwicklung in der betrieblichen Ausbildung und Arbeit. Baltmannsweiler 2009, ISBN 978-3-8340-0548-9.
- Soziologische Aufklärung als moralische Passion: Pierre Bourdieu. Versuch der Verführung zu einer provozierenden Lektüre. Wiesbaden 2011, ISBN 3-531-18418-0.